# 阳朔站
阳朔站，位于中华人民共和国广西壮族自治区桂林市阳朔县兴坪镇饭甑山村，是贵广高速铁路上的高铁站，于2016年1月24日开通启用，由南宁铁路局桂林车站管辖。

## 車站周邊
- 龙颈河景区

## 歷史
- 2016年1月24日开通启用。

## 外部連結
- 中国铁路客户服务中心 （页面存档备份，存于）